# Radulphius laticeps
Radulphius laticeps is een spinnensoort uit de familie van de Cheiracanthiidae.
De wetenschappelijke naam van de soort werd in 1891 gepubliceerd door Eugen von Keyserling.